# RED by HBO
Red by HBO（前身為 Screen Red）是一个泛亞洲電影頻道。频道由HBO Asia與美亞娛樂全力合作，在2010年啟播。該頻道主要播放來自亞洲國家的電影，所有這些都以原始語言呈現，並提供不同國家語言的字幕。與其他HBO亞洲頻道不同，Red by HBO 在他們的電影和电视剧中途会播放商業广告。
2015年10月，該平台被HBO更名為Red by HBO，且頻道的覆蓋範圍擴大，涵蓋整个東南亞地区。

2021年7月1日，该频道正式在东南亚地区停播。

## 外部連結
- 官方网站